# 당리동
당리동(堂里洞)은 대한민국 부산광역시 사하구의 법정동이자 행정동이다. 동쪽으로 괴정동, 서쪽으로 하단동과 접하고 있다. 북쪽에는 태백산맥의 줄기가 내려오다가 승학산이 우뚝 솟아 있고, 그 동쪽에 산불량, 남쪽은 호복구를 바라보고 맑은 시냇물을 따라 좁은 골에 마을을 이루어 살고 있는 지역이다.

## 지명
당리(堂里)라는 동네 이름은 제석골(帝釋谷)이라고 부르는 승학산과 산불량의 사이에 있는 계곡에 제석단(帝釋壇)을 쌓고 기우제를 드린데서 붙여진 이름인 듯 하다. 또 다른 일설에는 제석곡에 사당을 짓고 여신을 모신데서 온 것이라는 속설도 전한다. 제석(帝釋)이란 불교용어로 제석곡이란 이름이 붙은 곳이 상당히 많으며, 이런 곳에는 대개 기우제를 지내기 위한 제단이 있다.

## 역사
당리동은 본래 동해군 사하면의 지역으로서 ‘신당’이 있었으므로 ‘당곡’ 또는 ‘당리’라 하였다.
- 1896년 조선 고종 33년 지방제도 개정에 의하여 부산부에 편입되었다.
- 1914년 행정구역 폐합에 따라 당리리라 해서 다시 동래군 사하면에 편입되었다.
- 1942년 부산부 구역확장에 의하여 다시 부산부에 편입되었다.
- 1957년 구제실시에 따라 사하구에 편입되었다.[1]

## 교육
- 당리초등학교
- 사동초등학교
- 낙동초등학교
- 당리중학교
- 대광고등학교
- 부산일과학고등학교

## 교통
- 부산 도시철도 1호선
  - 당리역
  - 사하역